# 公司
公司（英語：Company），是指由股东投资，依法註冊設立，從事生產、貿易或提供服務的一種商業組織，在法律中是抽象的法人主體，稱為XX無限公司、XX有限公司、XX股份有限公司。獨資及合夥事業不具備法人資格，不可稱為公司，稱為XX行、XX號、XX店、XX舖、XX館、XX企業社、XX實業社、XX工作室、XX工作坊等。公司和不具備法人資格的營利事業統稱為公司行號。

## 語源
「公司」一詞最早見於中文文獻的，為1684年福建總督王國安上奏康熙皇帝，報告其在廈門扣押了明鄭政權的兩艘大船，內載「公司貨物」。有指公司一詞可能為晚明時期活躍於中國東南沿海至南洋的武裝海商（明朝海盜）或前往台灣務工的漢人在與荷兰东印度公司接觸時翻譯其名稱中的荷文法文共通詞Compagnie而來，其前綴「Com-」為公共之意，並傳入閩粵（福建和廣東）。但此處所載之「公司」， 是否指稱某商業組織，抑或為公共、共有之意，尚不清楚。另外，同時期的印尼華僑亦曾以「公班衙」音譯Compagnie，同時巧妙地意譯了荷蘭東印度公司兼具殖民地政府的特殊身分。
公司一詞的起源亦可能與明末清初閩粵「下南洋」以及民間祕密結社有關。當時從閩粵地區移民至印尼西婆羅洲挖掘金礦及錫礦謀生的華僑達七萬多人，分為二十幾個集團，而這些集團的領袖多為洪門（即天地會）子弟。由於華僑與荷蘭東印度公司之間存在衝突，各集團為了統籌對荷蘭東印度公司的交涉，成立了許多名為“公司”的組織。初期最有影響力的是廣東梅縣人吳元盛組織的“聚勝公司”；1770年，同樣來自廣東梅縣的客家人羅芳伯在婆羅洲創建了「蘭芳公司」；1820年代，潮州人陳開順在柔佛州的洪門組織亦使用「義興公司」這一名稱，並有在英國殖民當局登記註冊。太平天國時期（1851-1864年），上海的小刀會（洪門的支流）對外也自稱義興公司。不過，這些「公司」尚非真正意義上的商業組織，組織型態更接近幫會，作用類似同鄉會、互助會，辦公處所也像是會館，領袖位置則以推舉、禪讓或民主選舉的形式傳承。
而在19世紀初，漢語中開始在商業組織意義上使用「公司」一詞。鴉片戰爭後，魏源《海國圖志》已寫道：「西洋互市廣東者十餘國，皆散商無公司，惟英吉利有之。公司者，數十商輳資營運，出則通力合作，歸則計本均分，其局大而聯。」

## 公司法

### 中華民國法例
中華民國十八年十二月二十六日國民政府制定公布全文233條；並自民國二十年七月一日起施行。

### 中华人民共和国法例
中华人民共和国依现行《中华人民共和国民法典》第三章：法人。
根据现行《中华人民共和国公司法》，公司主要形式为有限责任公司和股份有限公司，投资者可受到有限责任保护。

## 分類

### 法律上之分類

#### 中華民國
- 無限公司：指二人以上股東所組織，對公司債務負連帶無限清償責任之公司。
- 有限公司：指一人以上股東所組織，就其出資額為限，對公司負其責任之公司。
- 兩合公司：指一人以上無限責任股東，與一人以上有限責任股東所組織，其無限責任股東對公司債務負連帶無限清償責任；有限責任股東就其出資額為限，對公司負其責任之公司。
- 股份有限公司：指二人以上股東或政府、法人股東一人所組織，全部資本分為股份；股東就其所認股份，對公司負其責任之公司。

#### 中華人民共和國
- 有限責任公司：指一人以上股東所組織，就其出資額為限，對公司負其責任之公司。
- 股份有限公司：指二人以上股東或政府、法人股東一人所組織，全部資本分為股份；股東就其所認股份，對公司負其責任之公司。

在中國大陸，类似中华民国台湾地区无限公司的企业不称为公司，不受中华人民共和国公司法保护，而是称为个人独资企业或合伙企业。合伙企业的组织形式类似中华民国台湾地区的无限公司。

#### 香港
根據香港公司法例，公司組成可分為以下類別:
- 公眾股份有限公司
- 私人股份有限公司
- 有股本的公眾無限公司
- 有股本的私人無限公司
- 無股本的擔保有限公司

### 信用上之分類

#### 中華民國
- 人合公司：凡公司之經濟活動，著重在股東之個人條件者，為人合公司。此種公司，其信用基礎在人（股東），公司能否獲得債權人之信用，不在公司財產之多寡，須視股東個人之信用如何而定，此種公司以無限公司為代表。其特徵如下：

1. 合夥性濃
2. 股東地位移轉困難
3. 企業所有與企業經營合一

- 資合公司：凡公司之經營活動，著重於公司財產數額，而不注重股東個人條件者，為資合公司。此類公司，其信用全在公司之財產，公司債權人所恃以安心而與之交易者，唯在公司有雄厚之財產，至於股東之有無信用，公司債權人概置之不問。資合公司以股份有限公司為代表。按股份有限公司系以聚集多數人之資金，形成大資本而從事於大規模企業經營為目的。因此，股東人數眾多，股東個人條件與公司之成立及存續無關，公司猶如專以財產構成之非個人團體，公司債權人與公司為交易時，所注重者非公司股東信用之有無，而系公司財產之多寡。其特徵如下：

1. 法人性濃
2. 股東地位移轉容易
3. 企業所有與企業經營分離

- 人合與資合公司兼具：凡公司之經營活動，為兼有人合與資合之特性，此以兩合公司為代表。兩合公司以無限責任股東及有限責任股東組成，無限責任股東為倚賴股東之個人條件（人合），而有限責任股東則僅就出資額負擔責任（資合）。已立法通過尚未正式施行的有限合夥也有類似的性質。

#### 香港

##### 有限公司 (Limited Company)
在香港註冊成立的有限公司均受香港法例第622章公司條例管制。根據公司條例，所有在香港成立的有限公司均需向公司註冊處呈報公司詳細資料，以供公眾人士查閱。而公司章程是一間公司的主要法律文件，說明公司的權力和內部的規則。這些文件需於公司成立前提交到公司註冊處（CR）進行審批。於審批核准後，公司註冊署會發出「公司成立證明書（CI）」，待CI發出後，有限公司才正式註冊成立。
成立有限公司是一件嚴謹、專業及文件繁複的事情。
有限公司的「有限」是指「Limited Liability」（有限負債）。雖然負債可以清盤解決，但已投資的資源則無法取回。
無論是成立全新或現成有限公司，都可享有以下多方面的好處：
- 成立優點
  - 有限公司可享有永久延續性，可世代經營。
  - 股東私人債務，不會牽涉入有限公司持有之物業及財產。
  - 有限公司有法定文件，保障各股東（投資者）之權益，因此容易集合資金。
  - 成立有限公司後，中國、台灣及外國人士向入境事務處申請到香港的商務簽證會獲優先考慮。
  - 有限公司有限債務，經營生意上風險，一概不會牽連股東私人之物業與財產。
  - 有限公司名稱有法例保障，因此不會有完全相同名稱，在生意往來時不會被假冒、訛騙，招至嚴重損失。
  - 以有限公司經營業務，能給與客戶、銀行家、供應商，一個良好之印象，令信心倍增，有助業務發展。
- 稅務優惠
  - 董事（東主）及其配偶之薪金可作為支出扣除。
  - 以有限公司營業，海外來源之營利是無需繳付利得稅。
  - 利用有限公司轉讓樓宇，可省回大筆之利得稅、印花稅及律師費。
  - 利得稅的稅率是16.5%（扣除全部經營費用，純利潤），幾乎是全球最低。
  - 可全數扣除支出如樓宇和汽車之分期供款利息，及可享有固定資產之折舊免稅額。
  - 投資中國經商人士，利用有限公司簽訂中外合資協議，海外之盈利可豁免香港之利得稅。

##### 公司查冊
所有人都可以上網查核有限公司的股東及董事資料，政府線上查冊。

## 相关称呼
- 社會團體